# FMeXtra
FMeXtra, ahora comercializado como VuCast y orientado al mercado de transmisión de datos como MSN Direct, es una tecnología de radiodifusión digital en canal dentro de banda creada por Digital Radio Express, ahora VuCast Media. A diferencia del sistema HD Radio de iBiquity, utiliza cualquier equipo de la emisora de radio FM y una planta transmisora para transmitir datos de audio digital en subportadoras en lugar de bandas laterales. También no requiere regalías por su uso, que puede funcionar miles de dólares al año para HD Radio debido al 3% de los ingresos en los canales HD-2, HD-3.
El sistema se ejecuta desde una única caja de rack denominada X1 Encoder, que se basa en un servidor de computadora personal y hardware de audio digital de Lynx Studio Technologies (LST). El control es totalmente a través de software, a través de gigabit Ethernet, USB, puerto serie y monitor de vídeo SVGA. Todo el procesamiento es manejado internamente por un Pentium 4 con Windows XP.
FMeXtra es totalmente compatible con HD Radio, que utiliza espectro de radio adicional más allá de la señal de ± 100 kHz. No es compatible con todas las subportadoras existentes. Así, una estación de radio podría tener que quitar su servicio de lectura de radio para los ciegos, y reemplazarlo (y sus receptores de oyentes dependientes) con uno digital. Esto requeriría mucho menos ancho de banda, particularmente porque la voz puede ser altamente comprimida. La señal se divide para que RBDS, estéreo u otras subportadoras existentes puedan protegerse, a expensas del ancho de banda. Si se utiliza sólo para transmisiones monofónicas, no existe protección RDS para estaciones en Europa.
Los codecs utilizados son AAC y aacPlus v1 y v2 y muestra tasas de 8 kHz (calidad de teléfono) a 96 kHz (calidad de sonido sorround). Los otros codecs utilizados son AMR-WB + que pueden crear más programas de audio múltiples, así como multimedia limitada que también se puede transmitir, como con HD Radio y DAB. La anchura de banda de difusión disponible para el audio digital varía de 40 kbit/s mientras comparte el espacio con las señales analógicas existentes, o 156 kbit/s si todas las señales analógicas (excepto la señal monofónica base) se descartan. (Para comparación, el sistema digital/analógico híbrido de iBiquity ofrece 100-150 kbit/s en modo compartido y 300 kbit/s en modo digital puro).
La cobertura es similar a la FM estéreo, y por lo tanto el ERP alto se requiere en áreas urbanas grandes, como con transmisiones normales de FM.

## Estaciones de radiodifusión en FMeXtra

### Estados Unidos
- KBAY/94.5: San Jose, California
- KRPR/89.9: Rochester, Minnesota
- KNXR/97.5: Rochester, Minnesota
- WBUZ/102.9: La Vergne, Tennessee[1]
- WHBQ-FM/107.5: Germantown, Tennessee
- WJJM-FM/94.3: Lewisburg, Tennessee
- KBNL/89.9: Laredo, Texas
- WLYF/101.5: Miami, Florida

Y otras
Los Servicios de Lectura de Minnesota para los Ciegos tiene 25 codificadores FMeXtra y 7.500 receptores FMeXtra especiales sin una pantalla visual.

### Benelux
FMeXtra ya no está en uso en el BeNeLux. Prueba corta donde se ejecuta en las siguientes estaciones:
- 93.9 Megastad, Róterdam, Países Bajos, que lleva Megastad Classics
- 96.5 Imagine FM, Bruselas, Bélgica, transmisión simultánea
- 98.4 Radio 538, Goes, Países Bajos, que lleva Radio 10 Gold & JuizeFM
- 100.4 Q-music, Róterdam & Oude Polder, Países Bajos, que lleva Radio Bem Bem
- 100.7 Q-music, Lopik, Países Bajos, que lleva Radio Bem Bem
- 101.2 Sky Radio, Hilversum, Países Bajos, que lleva TMF Radio & Kink FM
- 101.9 Radio 538, Alphen, Países Bajos, que lleva Radio 10 Gold & JuizeFM
- 102.1 Radio 538, Hilversum, Países Bajos, que lleva Radio 10 Gold & JuizeFM
- 102.4 Radio 538, Terneuzen, Países Bajos, que lleva Radio 10 Gold & JuizeFM
- 102.7 Radio 538, Róterdam, Países Bajos, que lleva Radio 10 Gold & JuizeFM
- 105.3 Delta Radio, Twente, Países Bajos, que lleva Delta Piraat
- 106.1 Gold FM, Bruselas, Bélgica, transmisión simultánea + lleva Jet FM

### Resto deEuropa
- 89.1/Antenna 1: Heilbronn, Alemania (pronto en el aire)
- 103.4/Otto FM: Varese, Italia, que lleva Chic FM
- 100.5/BBC WS: Riga, Letonia, que lleva Radio NORD y TOPradio